# Vauxhall Silver Aero
Der Vauxhall Silver Aero war ein Prototyp des Autoherstellers Vauxhall. Das Auto wurde im Jahr 1980 auf Basis des  Cavalier MK 1 Sportshatch gebaut. Es wurde im Oktober 1980 auf der North American International Auto Show ausgestellt.
Das Auto hat einen 2,4-Liter-Turbomotor mit 150 PS. Spezielle Entlüftungsöffnungen wurden in der Motorhaube eingebaut, die die Kühlung des Motors unterstützen. Der Silver Aero hat einen Heckflügel, der relativ niedrig am Heck des Wagens angebracht ist. Die Reifen sind von Goodyear und mit speziellen Leichtmetallfelgen ausgestattet.
Im Innenraum ist ein Teppich angebracht, an den Türverkleidungen ist Plüsch vorhanden. Ein Radio sowie Kassettenspieler sind an der Mittelkonsole integriert.